# 西原春夫
西原 春夫（にしはら はるお、1928年3月13日 - 2023年1月26日）は、日本の法学者。位階は従三位。専門は刑法。早稲田大学名誉教授。法学博士（早稲田大学）。東京都出身。

## 略歴
東京都武蔵野市吉祥寺出身。1941年成蹊小学校卒業、1948年旧制成蹊高等学校卒業。1949年に早稲田大学第一法学部（3年次）に入学する。1951年に同学部を卒業。1951年同大学大学院法学研究科修士課程に入学し齊藤金作教授に師事する。同大学副手就任。1953年に同研究科博士課程入学後、同大学助手に就任する。1956年に同研究科博士課程を修了。
1959年早稲田大学専任講師、1962年同大学助教授、1967年同大学教授。学位論文『間接正犯の理論』にて法学博士（早稲田大学）。アレクサンダー・フォン・フンボルト財団の研究奨学生として、ドイツ・フライブルク大学外国・国際刑法研究所に留学（1962年～1964年）。さらに、早稲田大学在外研究員としてドイツ・フライブルク市のマックス・プランク外国・国際刑法研究所に留学した（1979年）。同大学法学部学生担当教務主任（1968年～1970年）、法学部長（1972年～1976年）、理事（1978年～1980年）、常任理事（1980年～1982年）。学生担当教務主任時代は大学紛争、法学部長時代は川口大三郎事件（リンチ殺害事件）、理事時代は入試不正事件、常任理事時代は所沢・幕張論争の処理に追われた。1982年の総長就任後は、日本私立大学団体連合会会長（1980年～1992年）や文部省大学設置・学校法人審議会会長（1991年～1993年）を兼任し、私学の顔として活動した。当時公にはされなかったが、平成の元号を選択する諮問会議にも呼ばれたことを、のちに報道機関に述懐している。1990年に早稲田大学総長を退任。1995年から1998年まで早稲田大学ヨーロッパセンター（ボン）館長を務める。1998年に早稲田大学を定年退職後は、学校法人国士舘の理事長の職にあたり、2005年から名誉顧問。また、同年7月15日早稲田大学名誉賛助員。2005年、特定非営利活動法人アジア平和貢献センターを設立し、理事長に就任（2012年から一般財団法人）。2007年、学校法人常磐大学特別顧問就任。2011年、財団法人（2013年から公益財団法人）矯正協会会長(2017年退任）。
2023年1月26日死去。94歳没。死没日付をもって従三位に叙された。

## 人物
- 草野豹一郎（大審院判事）・齊藤金作と続く、早稲田刑法学の継承者として学究活動を行う。間接正犯の研究を行った後、高度成長期の新旧過失論争に際しては、藤木英雄らと共に新過失論を展開した（藤木・板倉宏はその後、新・新過失論を提唱するに至る）。なかでも、信頼の原則を日本で初めて紹介し、交通事犯における過失論研究の第一人者となった。早稲田刑法学の独自色たる共犯論の分野においては、草野・齊藤に従い共同意思主体説を主張した。
- 早稲田大学名誉教授の曽根威彦および田口守一、大阪学院大学教授の木本強は、早稲田大学の大学院在籍中の1969年に恩師である齊藤金作が死去したため、西原に師事した。
- 大阪市立大学元教授（商法）の西原寛一は叔父、神戸大学名誉教授（民法）の西原道雄は従弟、大阪市立大学名誉教授（商法）の古瀬村邦夫は従妹の夫、早稲田大学名誉教授（刑事政策）の須々木主一は義理の弟、早稲田大学社会科学総合学術院教授（専門は比較憲法学）の西原博史は、実子である。
- 1991年、ドイツ連邦共和国功労勲章一等功労十字章受章。1995年、中国・上海市政府より白玉蘭栄誉奨。2006年、武漢大学より国際交流突出奨励奨。2007年11月、瑞宝大綬章受章[8]。2018年、日本政治法律学会より現代法律学会賞を受賞[9]。

## 名誉博士・名誉教授・名誉研究員・客座教授
名誉博士
- 高麗大学校（韓国、1985年）
- ラサール大学（フィリピン、1988年）
- アーラム大学（アメリカ、1988年）
- シドニー大学（オーストラリア、1989年）
- モスクワ大学（旧ソビエト連邦、1990年）
- アウクスブルク大学（ドイツ、1996年）

名誉教授
- 中国人民大学（北京、1994年）
- 華東政法学院（上海、1994年）
- 武漢大学（武漢、2000年）
- 極東国立工科大学（ロシア、2002年）
- 吉林大学（長春、2002年）
- 黒龍江大学（ハルビン、2002年）
- 中国社会科学院（北京、2003年）
- 山東大学（済南、2006年）
- 西北政法大学（西安、2007年）
- 中国政法大学（北京、2007年）
- 新疆財経大学（ウルムチ、2008年）
- 重慶大学（重慶、2009年）

名誉研究員
- 上海社会科学院（上海、2008年）
- 司法部犯罪予防研究所（北京、2010年）

客座教授
- 北京大学（北京、2004年10月25日）
- 東南大学（南京、2015年）

## 著書

### 単著
- 『間接正犯の理論』（成文堂 1962年）
- 『刑事法研究 全2巻』（成文堂 1967年）
- 『交通事故と信頼の原則』（成文堂 1969年）
- 『犯罪各論』（筑摩書房 1974年 第二版 1983年）（補訂準備版 成文堂 1991年）
- 『交通事故と過失の認定』（成文堂 1975年）
- 『刑法総論』（成文堂 1977年）（上巻 改訂版 成文堂 1998年 下巻 改訂準備版 成文堂 1999年）
- 『刑法の根底にあるもの』（一粒社 1979年）（増補版 成文堂 2008年）
- 『法律学を学ぶ意義』（成文堂 1986年）
- 『道しるべ』（講談社 1988年）
- 『早稲田の杜よ永遠に』（小学館 1995年）
- 『犯罪実行行為論』（成文堂 1998年）
- 『二一世紀のアジアと日本』（成文堂 2002年）
- 『日本の針路 アジアの将来――未来からのシナリオ』（講談社 2006年）
- 『私の刑法研究』（成文堂 2015年）

### 共編著
- 『刑事政策講座 全3巻』（成文堂 1971年 - 1972年）
- 『刑法を学ぶ』（有斐閣 1973年）
- 『刑法200題』（有斐閣 1974年）
- 『刑法学 全6巻』（有斐閣 1977年 - 1978年）
- 『現代刑法講座 全5巻』（成文堂 1977年 - 1982年）
- 『判例刑法研究 全8巻』（有斐閣 1980年 - 1983年）

## 門下生

### 直接指導した門下生
- 野村稔（早稲田大学名誉教授）
- 平澤修（中央学院大学准教授）
- 新倉修（青山学院大学名誉教授）
- 原田保（愛知学院大学教授）
- 酒井安行（青山学院大学教授）
- 高橋則夫（早稲田大学教授）
- 大塚裕史（明治大学教授）
- 関哲夫（國學院大学教授）
- 中空壽雄（明治大学教授）
- 萩原滋（東洋大学教授）
- 上野芳久（関東学院大学元教授）
- 洲見光男（同志社大学教授）
- 信太秀一（流通経済大学教授）
- 武藤眞朗（東洋大学教授）

また、実務家も多数育てたが、裁判官では岡村稔、千葉勝郎、検察官では川口晴司、加藤友朗、薄金孝太郎、長島裕、矯正関係では田中常弘、吉野和博、弁護士では渡辺直行（故人）、川﨑達也（故人）、山下更一、乙部幸市郎、齋藤正和、津田薫、坂本博之などが薫陶を受けた。

### 齊藤金作教授の死後、西原が指導した弟子
- 川崎一夫
- 曽根威彦
- 田口守一
- 木本強